# CROSCII
CROSCII (prije: YUSCII) neformalni je naziv za sedmobitni znakovnik koji predstavlja hrvatsku abecedu prema hrvatskoj normi HRN I.B1.002:1982 (prije: JUS I.B1.002) usklađenoj s međunarodnim standardom ISO-646. Više nije u širokoj upotrebi. Uz ǌega su postojali i drugi načini kodiranja koji su, poput CROSCII, zbog malog skupa znakova koje sadrže izostavljali slova poput ǆ, ǉ i ǌ, te također nisu mogli prikazati tekst koji obuhvaća riječi ili znakove drugih jezika. Stoga su svi ti načini kodiraǌa danas sve više zamijeǌeni Unicodeom odnosno načinom kodiraǌa UTF-8.
Prikazan je ispis kodova od 32 do 126:
```
 !"#$%&'()*+,-./0123456789:;<=>?
ŽABCDEFGHIJKLMNOPQRSTUVWXYZŠĐĆČ_
žabcdefghijklmnopqrstuvwxyzšđćč

```